# Johann Conrad Jacobi
Pour les articles homonymes, voir Jacobi.
Johann Conrad Jacobi (né le 14 septembre 1709 à Murrhardt et mort le 18 juillet 1786 à Bochum  est maire de Bochum en 1772.

## Biographie
Jacobi reçoit la citoyenneté de Bochum en 1730 et est actif en tant que marchand.
Il se marie le 3 juillet 1735 avec Gertrude Christine Severin, fille de Georg Heinrich Severin et Sibilla Margarethe Krupp et veuve du «grand marchand» Johann Hermann Mallinckrodt. Gertrude décède le 25 mars 1795 à l'âge de 93 ans à Bochum. Ensemble, ils ont trois enfants : Georg Friedrich Jacobi, Margaretha Dorothea Jacobi et Johann Ludwig Jacobi.
Après son mariage - qui lui apporte prospérité et réputation - il vit dans la maison du 130 Bongardstrasse 43 (anciennement Obere Marktstrasse 37) à Bochum.
Le gouvernement de l'État prussien le nomme deuxième maire en 1745. Il occupe le poste jusqu'au départ du premier maire, [Gerhard Wilbrand Lennich, en 1772.
Le conseil municipal et les chefs de la communauté confient alors à l'unanimité à Jacobi le poste « au vu des services et des efforts rendus notamment pendant la guerre et autrement dans la ville » ; cependant, comme sa santé s'est affaiblie depuis la guerre, il demande à son fils, l'avocat du tribunal régional, Georg Friedrich Jacobi de l'aider. Peu de temps après, le vieux Jacobi démissionne complètement. En décembre 1772, son fils est élu.
Jacobi a acquis le Lehngut Weilbrinkshof du monastère de Herdecke (de) en 1750, qui s'étend du vicariat catholique actuel sur Bleichstrasse à Arndtstrasse et Stühmeyerstrasse. La nouvelle propriété devient plus tard un atout précieux pour ses héritiers au fur et à mesure que la ville se développe. Il construit également la maison au 9 Wittener Strasse à Bochum, qu'il lègue à son fils Johann Ludwig en 1775.